# Hula Girls
Pour plus de détails, voir Fiche technique et Distribution.
Hula Girls (フラガール, Hura gāru) est un film japonais réalisé par Lee Sang-il, sorti en 2006.

## Fiche technique
- Titre : Hula Girls
- Titre original : フラガール (Hura gāru?)
- Réalisation : Lee Sang-il
- Scénario : Lee Sang-il et Daisuke Habara (ja)
- Photographie : Hideo Yamamoto (ja)
- Montage : Tsuyoshi Imai (ja)
- Musique : Jake Shimabukuro
- Direction artistique : Yōhei Taneda (ja)
- Sons : Mitsugu Shiratori
- Éclairages : Akira Ono
- Pays d'origine :  Japon
- Langue originale : japonais
- Format : couleur - 1,85:1 - 35 mm - Dolby Digital
- Genre : comédie dramatique
- Durée : 120 minutes[1]
- Date de sortie : 
  - Japon : 23 septembre 2006[1]

## Distribution
- Yasuko Matsuyuki (ja) : Madoka Hirayama, la professeur de dance
- Yū Aoi : Kimiko Tanikawa, une « Hula Girl »
- Etsushi Toyokawa : Yojiro Tanikawa, le frère de Kimiko
- Sumiko Fuji : Chiyo Tanikawa, la mère de Kimiko et de Yojiro
- Ittoku Kishibe : Norio Yoshimoto
- Eri Tokunaga (ja) : Sanae Kimura, une « Hula Girl »
- Katsumi Takahashi (ja) : Seiji Kimura, le père de Sanae
- Shizuyo Yamasaki (ja) : Sayuri Kumano, une « Hula Girl »
- Masaru Shiga (ja) : Goro Kumano, le père de Sayuri
- Shōko Ikezu (ja) : Hatsuko Sasaki, une « Hula Girl »
- Susumu Terajima : un yakuza
- Hiroki Miyake (ja) : l'ami de Yojiro

## Accueil
Hula Girls totalise 9 millions $ au box-office japonais. Le film est sélectionné comme entrée officielle du Japon pour l'Oscar du meilleur film en langue étrangère, mais il n'est pas nommé.

## Distinctions
Sauf indication contraire, les informations mentionnées dans cette section peuvent être confirmées par la base de données cinématographiques IMDb,  présente dans la section « Liens externes ».

### Récompenses
- Japan Academy Prize 2007 : prix du meilleur film et du meilleur réalisateur pour Lee Sang-il, du meilleur scénario pour Lee Sang-il et Daisuke Habara (ja), de la meilleure actrice dans un second rôle pour Yū Aoi et révélations de l'année pour Yū Aoi et Shizuyo Yamasaki (ja)[4]
- Blue Ribbon Awards 2007 : prix du meilleur film, de la meilleure actrice pour Yū Aoi et de la meilleure actrice dans un second rôle pour Sumiko Fuji[5]
- Hōchi Film Awards 2006 : prix du meilleur film et de la meilleure actrice dans un second rôle pour Yū Aoi[6]
- Japanese Professional Movie Awards 2007 : pour du meilleur acteur pour Etsushi Toyokawa[7]
- Prix Kinema Junpō 2007 : prix du meilleur film et du meilleur réalisateur pour Lee Sang-il et de la meilleures actrice dans un second rôle pour Yū Aoi
- Prix du film Mainichi 2007 : de la meilleures actrice dans un second rôle pour Yū Aoi, des meilleurs décors pour Yōhei Taneda (ja) et du meilleur son pour Mitsugu Shiratori[8]
- Nikkan Sports Film Awards 2006 : prix du meilleur film pour Lee Sang-il, de la meilleure actrice pour Yasuko Matsuyuki (ja), de la meilleure actrice dans un second rôle pour Sumiko Fuji et du prix du nouveau talent pour Yū Aoi
- Festival du film de Yokohama 2007 : prix de la meilleure actrice pour Yū Aoi

### Sélections
- Japan Academy Prize 2007 : prix de la meilleure actrice pour Yasuko Matsuyuki (ja), de la meilleure actrice dans un second rôle pour Sumiko Fuji, de la meilleure photographie pour Hideo Yamamoto (ja), du meilleur montage pour Tsuyoshi Imai (ja), des meilleurs éclairages pour Akira Ono, des meilleurs décors pour Yōhei Taneda (ja), du meilleur son pour Mitsugu Shiratori[4]